# Округ Скот (Мисури)
Округ Скот (енгл. Scott County) је округ у америчкој савезној држави Мисури.

## Демографија
По попису из 2010. године број становника је 39.191, што је 1.231 (-3,0%) становника мање него 2000. године.
| Група             | 2000.          | 2010.          |
| Белци             | 35.221 (87,1%) | 33.257 (84,9%) |
| Афроамериканци    | 4.246 (10,5%)  | 4.468 (11,4%)  |
| Азијати           | 93 (0,2%)      | 133 (0,3%)     |
| Хиспаноамериканци | 448 (1,1%)     | 705 (1,8%)     |
| Укупно            | 40.422         | 39.191         |